# ブライアン・シコースキー
ブライアン・パトリック・シコースキー（Brian Patrick Sikorski, 1974年7月27日 - ）は、アメリカ合衆国ミシガン州デトロイト出身の元プロ野球選手（投手）。2023年から北海道日本ハムファイターズの駐米スカウトを務める。

## 経歴

### プロ入り前
ミシガン州デトロイトにスロバキアから移住した東欧ユダヤ系とアイルランド系の家庭に生まれる。

### プロ入りとアストロズ傘下時代
西ミシガン大学から1995年のMLBドラフト4巡目（全体109位）でヒューストン・アストロズから指名され、プロ入り。

### レンジャーズ時代
1999年のシーズン中にウェイバー公示され、テキサス・レンジャーズに移籍。2000年にメジャー初昇格し、10試合（うち先発が5試合）に登板した。

### ロッテ時代
2001年シーズン途中の6月29日に千葉ロッテマリーンズに入団。不振のジェフ・クベンカに代わる先発候補として期待される。9月27日の日本ハムファイターズ戦（千葉マリンスタジアム）では9回4失点（自責点2）で完投し来日初勝利を挙げた。1年目の成績は振るわなかったが、150km/hを超える速球やナチュラルシュートを高く評価されたことや、年齢的にも若く伸び代があると評価され、翌年の残留契約を勝ち取る。
2002年は47試合に登板し、防御率3.44と活躍した。主に中継ぎで登板しながらも100を超える奪三振数を記録した。
2003年も中継ぎ・セットアッパーとして2年連続で47試合・80イニング近く投げぬき、防御率も3点台前半と健闘。同時期に台頭した小林雅英、川井貴志、小林宏之らと共に鉄腕リリーフ陣の一角としてチームに貢献した。しかし、オフにボビー・バレンタインが監督に就任し、外国人選手の刷新を図ったため、10月30日に戦力外通告を受けロッテを退団。

### 巨人時代
2003年12月22日にリリーフ陣の駒不足に悩む巨人が獲得した。
2004年に7月度のJA全農Go・Go賞（救援賞）を初めて獲得。同年は抑えで登板することもあったが、抑えでは打ちこまれることが多く、この年の巨人は前年同様抑えを固定できず優勝を逃す一因となった。だがセットアッパーとしては活躍し、崩壊状態だったリリーフ陣を岡島秀樹らと共に支えた。この年はチームトップの62試合に登板し、5勝3敗5セーブ、防御率2.67と安定感を保った。
2005年は70試合に登板し、7勝1敗14ホールド、防御率3.29と活躍した。チームの外国人投手としては2人目となる7連勝を記録する。なお、唯一の1敗は開幕第3戦の広島戦で、新井貴浩に逆転2ラン本塁打を打たれたことによるものだった。また打撃では9月3日の対広島戦（広島市民球場）で、7回表に長谷川昌幸から2点タイムリー二塁打を放ち、来日5年目で初安打も記録した。しかし、好不調の波があったことや、来期からの復帰が決まった原辰徳新監督の戦力構想から外れたこともあり、シーズン終了後の11月7日に退団が決まった。本人が日本でのプレー続行を希望したため球団がウェイバー公示申請を行った。

### 楽天獲得騒動
2005年11月21日に東北楽天ゴールデンイーグルスがシコースキーの獲得を発表し、同日付けでウェイバーによる楽天への移籍が公示されたが、シコースキーは「子供の教育問題」を理由に一転して母国への帰国を希望した。楽天は「日本の他球団と契約しないこと」を条件に退団を了承し、12月21日付けで自由契約となった。このため、わずか1か月間のみ楽天に在籍した記録が残ることになった。

### パドレス時代
2005年12月22日、メジャーリーグのサンディエゴ・パドレスと契約してアメリカ球界に復帰した。

### インディアンス時代
2006年7月17日にDFAとなり、マイク・アダムスとのトレードで、クリーブランド・インディアンスへ移籍した。

### ヤクルト時代
シーズン開幕後の2007年5月17日、東京ヤクルトスワローズがシコースキーを獲得することが報道され、同月21日に正式発表された。ヤクルトではリリーフ陣の一角として活躍したが残留交渉が折り合わず、11月30日に自由契約公示された。

### ロッテ復帰
2007年12月14日に翌2008年シーズンより5年ぶりに千葉ロッテマリーンズに復帰することが発表された。4月4日に復帰後初勝利を挙げると、前年退団した薮田安彦、藤田宗一、小林雅英（YFK）に代わるリリーフの柱として若手投手陣を引っ張り、リリーフながら5勝を挙げるなど活躍。シーズン後半にはシコースキー、川崎雄介、荻野忠寛を中心とした勝利の方程式が確立された。オールスターゲーム後の防御率は0.00だった。
2009年前半は安定感を誇り、シーズン途中より荻野に代わって抑えに定着した。8勝5敗15セーブ、防御率2.19の成績を残す一方、救援失敗も相次ぎ、被本塁打は8と前年に比べて増加した。
ロッテは2010年シーズンも残留を求めて交渉を行っていたが、合意に至らず11月17日に退団が発表された。

### 西武時代
2009年12月28日、埼玉西武ライオンズへの入団が発表された。2010年シーズン当初はアレックス・グラマンへ繋ぐための中継ぎとして起用する予定だったが、グラマンに復帰の目処が立たなかったのに加えて小野寺力と大沼幸二も開幕二軍スタートになったため、急遽藤田太陽・長田秀一郎と共に試合終盤を任されることになった。しかし、この窮余の策がはまり、6月8日には両リーグ最速の20S、8月19日にはパ・リーグ最速の30Sにそれぞれ到達した。開幕戦で移籍後初セーブを挙げてから、9月4日の対楽天戦でサヨナラ打を打たれるまでセーブ機会では負けなしの活躍を見せた。
6月度のJA全農Go・Go賞（救援賞）を自身2度目の獲得、更に監督推薦で自身2度目のオールスターゲーム出場を果たした。8月1日、日本での一軍登録期間が8年に達したため、外国人投手としては郭泰源以来2人目となるFA権を取得した（これにより、2011年以降は「日本人枠」でのプレーとなる）。9月以降はセーブ失敗もあり最終的に5敗したが、33セーブを挙げて初タイトルの最多セーブ投手に輝いた（35歳で開幕を迎えたシーズンのセーブ王獲得は1985年鈴木康二朗と並びパリーグ最年長記録タイ、日本プロ野球史上でも右投手として最年長記録タイ）。西武の外国人で30Sを挙げたのは2008年のグラマン以来2人目で最多セーブ投手獲得は初の快挙となった。ロッテとのクライマックスシリーズファーストステージでは第1戦の4点リードの9回に登板するもロッテ打線に打ち込まれ途中で降板。代わった小野寺力も止めることができず同点に追いつかれる。結局延長11回に勝ち越され敗戦。その影響か第2戦も1点リードして9回を迎えたがシコースキーの登板は回避され長田秀一郎がマウンドに上がった。しかし、長田も里崎智也に同点ソロ本塁打を打たれるとこの試合も延長11回に勝ち越され、そのまま敗れCS敗退となった。
2011年、東日本大震災の影響で3月17日に一時帰国した。開幕数日前まで再来日の目処が立たなかったが、開幕2日前の4月10日に再来日した。来日の遅れの影響から開幕は二軍スタートとなった。4月16日に一軍登録されたものの、右肘痛のため4試合に登板したのみで5月4日に登録を抹消された。5月6日に右肘の検査のため米国に一時帰国、同月23日に右肘遊離軟骨の除去手術を行った。7月21日にウェイバー公示された。

### カナダ独立リーグ時代
2012年はセミプロのカナダ独立リーグであるインターカウンティ・ベースボールリーグのブラントフォード・レッドソックスに所属し、中継ぎだけでなく先発としても登板して9勝を挙げた。

### 西武復帰
シーズン終了後、西武の入団テストを受けるため秋季キャンプに同行した。入団テストに合格し、2012年11月30日に再入団が発表された。しかし、春季キャンプで右膝を痛め、手術を受けるため5月に帰国した。一軍で登板することなく、8月26日にウェイバー公示された。

### 引退後
2015年12月15日にレンジャーズのスカウトに就任したと発表され、2019年まで務めた。
2019年12月にはマイアミ・マーリンズのスカウト（デトロイト駐在）に就任した。
2023年1月、北海道日本ハムファイターズの国際グループ駐米スカウトに就任したことが発表された。

## 投球スタイル
最速152km/hのストレートに、スライダー、フォーク、チェンジアップなどを投げる。コントロールに安定感はないものの、球威で抑え込む投球と連投しても疲れを見せないスタミナで、リリーフ投手としてフル回転した。
通算438試合登板は助っ人外国人投手として歴代2位の記録である。

## 人物
- 登板時の投球練習の際に腕を前後に4、5回ずつ回し（同じ綴りでヘリコプター製造で知られるシコルスキー・エアクラフトに掛けたもの）、攻守交代の際にはベンチからマウンドまで全力で走り白線を飛び越えるパフォーマンスを行う。特に腕をグルグルと回すパフォーマンスは観客席からは歓声が上がるほどで、西武在籍時代には「ぶんぶんシコースキー」というグッズも販売されていた。本人によれば、高校時代にリリーフ登板する際に肩を温めるためにやったのが始まりで、以来20数年以上続けているとのこと[18]。
- 周囲から「怒っているのを見たことがない」と言われるほど温厚な性格だが、ダン・ミセリが解雇された直後、妻子と共に浅草観光をしていた件について[19]、「クビになって観光なんてとんでもない。外国人の恥だ」と痛烈に批判した[要出典]。
- 新人通訳がグランドにボロボロのスニーカーで現れた事に対して、先輩通訳から叱咤を受けていた姿を見ていたシコースキーは、翌日その新人通訳に対して新しい靴を用意してあげた事がある[20]。

## 家族
息子のイーストン・シコースキーは父の母校である西ミシガン大学在学時の2022年、MLBドラフト17巡目（全体513位）でシンシナティ・レッズから指名され、プロ入りしている。イーストンも同様に腕をグルグルと回すパフォーマンスを行うが、父ブライアン曰く動作の順番に違いがあるという。また、イーストンは幼少時、父がロッテ在籍の2002年に日本ハム戦（千葉マリンスタジアム）で始球式をしており、その際にも腕を回して場内を沸かせている。

## 詳細情報

### 年度別投手成績
| 年 度     | 球 団     | 登 板 | 先 発 | 完 投 | 完 封 | 無 四 球 | 勝 利 | 敗 戦 | セ 丨 ブ | ホ 丨 ル ド | 勝 率 | 打 者 | 投 球 回 | 被 安 打 | 被 本 塁 打 | 与 四 球 | 敬 遠 | 与 死 球 | 奪 三 振 | 暴 投 | ボ 丨 ク | 失 点 | 自 責 点 | 防 御 率 | W H I P |
| --------- | --------- | ----- | ----- | ----- | ----- | -------- | ----- | ----- | -------- | ----------- | ----- | ----- | -------- | -------- | ----------- | -------- | ----- | -------- | -------- | ----- | -------- | ----- | -------- | -------- | ------- |
| 2000      | TEX       | 10    | 5     | 0     | 0     | 0        | 1     | 3     | 0        | 0           | .250  | 187   | 37.2     | 46       | 9           | 25       | 1     | 1        | 32       | 1     | 0        | 31    | 24       | 5.73     | 1.89    |
| 2001      | ロッテ    | 12    | 7     | 1     | 0     | 0        | 1     | 4     | 0        | --          | .200  | 191   | 42.0     | 48       | 9           | 18       | 0     | 1        | 31       | 1     | 3        | 36    | 30       | 6.43     | 1.57    |
| 2002      | ロッテ    | 47    | 7     | 0     | 0     | 0        | 4     | 6     | 2        | --          | .400  | 385   | 96.2     | 76       | 14          | 20       | 4     | 3        | 102      | 2     | 0        | 38    | 37       | 3.44     | 0.99    |
| 2003      | ロッテ    | 47    | 5     | 0     | 0     | 0        | 4     | 6     | 1        | --          | .400  | 340   | 82.2     | 80       | 9           | 23       | 1     | 0        | 71       | 2     | 0        | 35    | 29       | 3.16     | 1.25    |
| 2004      | 巨人      | 62    | 0     | 0     | 0     | 0        | 5     | 3     | 5        | --          | .625  | 330   | 77.2     | 76       | 9           | 22       | 2     | 9        | 83       | 1     | 0        | 25    | 23       | 2.67     | 1.26    |
| 2005      | 巨人      | 70    | 0     | 0     | 0     | 0        | 7     | 1     | 0        | 14          | .875  | 367   | 87.2     | 75       | 4           | 33       | 2     | 3        | 100      | 4     | 0        | 33    | 32       | 3.29     | 1.23    |
| 2006      | SD        | 13    | 0     | 0     | 0     | 0        | 1     | 1     | 0        | 0           | .500  | 60    | 14.1     | 16       | 4           | 3        | 1     | 0        | 14       | 2     | 0        | 9     | 9        | 5.65     | 1.33    |
| 2006      | CLE       | 17    | 0     | 0     | 0     | 0        | 2     | 1     | 0        | 2           | .667  | 82    | 19.2     | 20       | 4           | 4        | 0     | 1        | 24       | 1     | 0        | 10    | 10       | 4.58     | 1.22    |
| '06計     | CLE       | 30    | 0     | 0     | 0     | 0        | 3     | 2     | 0        | 2           | .600  | 142   | 34.0     | 36       | 8           | 7        | 1     | 1        | 38       | 3     | 0        | 19    | 19       | 5.03     | 1.26    |
| 2007      | ヤクルト  | 29    | 0     | 0     | 0     | 0        | 1     | 2     | 1        | 7           | .333  | 159   | 39.1     | 30       | 2           | 12       | 0     | 2        | 38       | 2     | 1        | 13    | 10       | 2.29     | 1.07    |
| 2008      | ロッテ    | 54    | 0     | 0     | 0     | 0        | 5     | 1     | 1        | 13          | .833  | 196   | 48.1     | 42       | 2           | 10       | 1     | 1        | 49       | 0     | 0        | 15    | 12       | 2.23     | 1.08    |
| 2009      | ロッテ    | 55    | 0     | 0     | 0     | 0        | 8     | 5     | 15       | 15          | .615  | 254   | 65.2     | 41       | 8           | 19       | 2     | 3        | 73       | 2     | 0        | 16    | 16       | 2.19     | 0.91    |
| 2010      | 西武      | 58    | 0     | 0     | 0     | 0        | 2     | 5     | 33       | 5           | .286  | 255   | 63.0     | 50       | 7           | 19       | 0     | 1        | 48       | 1     | 0        | 18    | 18       | 2.57     | 1.10    |
| 2011      | 西武      | 4     | 0     | 0     | 0     | 0        | 0     | 1     | 0        | 0           | .000  | 17    | 3.2      | 4        | 1           | 2        | 2     | 0        | 3        | 0     | 0        | 2     | 2        | 4.91     | 1.67    |
| MLB：2年  | MLB：2年  | 40    | 5     | 0     | 0     | 0        | 4     | 5     | 0        | 2           | .444  | 329   | 71.2     | 82       | 17          | 32       | 2     | 2        | 70       | 4     | 0        | 50    | 43       | 5.40     | 1.59    |
| NPB：10年 | NPB：10年 | 438   | 19    | 1     | 0     | 0        | 37    | 34    | 58       | 54          | .521  | 2494  | 606.2    | 522      | 65          | 178      | 14    | 23       | 598      | 15    | 4        | 231   | 209      | 3.10     | 1.15    |

- 各年度の太字はリーグ最高

### タイトル
NPB
- 最多セーブ投手：1回（2010年）

### 表彰
NPB
- JA全農Go・Go賞：2回（救援賞：2004年7月度、2010年6月度）

### 記録
NPB
- 初登板・初先発：2001年7月11日、対福岡ダイエーホークス20回戦（千葉マリンスタジアム）、5回3失点
- 初奪三振：同上、2回表にトニー・ミッチェルから空振り三振
- 初勝利・初完投勝利：2001年9月27日、対日本ハムファイターズ27回戦（千葉マリンスタジアム）、9回4失点（自責点2）[2]
- 初セーブ：2002年7月28日、対西武ライオンズ17回戦（西武ドーム）、8回裏1死に3番手で救援登板・完了、1回2/3を無失点
- 初ホールド：2005年4月1日、対広島東洋カープ1回戦（東京ドーム）、8回表に2番手で救援登板、1回無失点
- 初安打・初打点：2005年9月3日、対広島東洋カープ19回戦（広島市民球場）、7回表に長谷川昌幸から右中間へ適時二塁打
- オールスターゲーム出場：2回（2009年 - 2010年）

### 背番号
- 49（2000年 - 2003年、2008年 - 2009年）
- 42（2004年 - 2005年）
- 50（2006年 - 同年途中、2010年 - 2011年途中、2013年）
- 44（2006年途中 - 同年終了）
- 34（2007年途中 - 同年終了）